# Festival Internacional de Cinema de Viña del Mar
O Festival Internacional de Cinema de Viña del Mar, é um festival de cinema realizado anualmente na cidade de Viña del Mar, no Chile. Leva-se a cabo anualmente em fechas datas perto do Festival Internacional de Cinema de Valdivia, sendo este geralmente realizado no final de outubro.

## História
O festival começa no ano 1967, sendo criado pelo Doutor Aldo Francia, e chamado nesse tempo Primeiro Encontro Latino-americano. No entanto, a ideia se originou 5 anos antes, em 1962, ao criar-se o "Cine Clube de Viña del Mar" por um grupo de aficcionados cineastas, o qual sua ideia pioneira era criar um festival de cinema, algo incomum no Chile.
O festival teve um recesso durante os anos 1970, época em que se deteve sua realização devido o ambiente político do país. Logo foi retomado, e no ano 2007 ao realizar-se a 19º versão do festival, se celebraram também os 40 anos desde que Aldo Francia inaugurou este festival.

## Organização
O festival é organizado pela Ilustre Municipalidade de Viña del Mar, sendo o departamento a cargo ou Departamento de Cinematografia, e seu diretor Juan Esteban Montero.
Com o tempo se tem logrado alianças com outras entidades que tem colaborado com a realização do festival, sendo um destes, DuocUC, sede Viña del Mar, que colabora com equipe técnica, tanto como equipo humana.

### Premiação
O prêmio oficial do Festival de Cinema de Viña del Mar, é o PAOA, uma estátua lavrada do Pou, árvore nativo de Ilha de Páscoa.
O PAOA é uma estatua feita a mão pelo escultor Miguel Naohe. Tem forma de bastão de mando, com duas caras, demonstrando a dualidade do dia e da noite. Cada PAOA é único, e feito especialmente para o Festival de Cinema de Viña del Mar, pelo que nenhum dos prêmios entregados desde os inícios do festival, é idêntico a nenhum outro.

### Sedes
As sedes oficiais do festival são as seguintes:
- Teatro Municipal de Viña del Mar
- Sala Cine Arte
- Cinemark
- DuocUC, sede Viña del Mar